# تشارلز مارتن بومان
تشارلز مارتن بومان هو سياسي كندي، ولد في 7 مايو 1863 في St. Jacobs, Ontario ‏ في كندا، وتوفي في 24 أكتوبر 1932 في كيتشنر في كندا. نشط حزبياً في الحزب الليبرالي في أونتاريو ‏. وقد انتخب عضو برلمان مقاطعة أونتاريو ‏.